# Гинчев, Гошо
Гоша Гинчев (болг. Гошо Гинчев род. 2 февраля 1969, Мыдрець) — болгарский футболист, играл на позиции защитника.
Выступал, в частности, за клубы «Берое» и «Антальяспор», а также национальную сборную Болгарии. В течение 2005—2007 годов был спортивным директором клуба «Берое».

## Клубная карьера
Во взрослом футболе дебютировал в 1986 году выступлениями за команду «Берое», в которой провёл семь сезонов, приняв участие в 158 матчах чемпионата. Большую часть времени, проведённого в составе «Берое», был основным игроком защиты команды.
Впоследствии с 1993 по 1996 год играл в составе «Левски» и турецкого «Денизлиспора».
Своей игрой привлёк внимание представителей тренерского штаба клуба «Антальяспор», к составу которого присоединился в 1996 году. Сыграл за команду из Анталии следующие шесть сезонов своей игровой карьеры. Играя в составе «Антальяспора», как правило, выходил на поле в основном составе команды.
Завершил профессиональную игровую карьеру на родине в клубе «Черно море», за команду которого выступал на протяжении 2002—2005 годов.

## Выступления за сборную
В 1989 году дебютировал в официальных матчах в составе национальной сборной Болгарии. В течение карьеры в национальной команде, которая длилась 10 лет, провёл в форме главной команды страны 19 матчей, рассматриваясь тренерским штабом сборной в основном резервным защитником.
В составе сборной был участником чемпионата Европы 1996 года в Англии и чемпионата мира 1998 года во Франции.

## Ссылка
- Профиль на сайте FIFA.com (англ.)
- Профиль на сайте National Football Teams (англ.)